# Bezirk Hasselt
Das Arrondissement Hasselt ist eines von drei administrativen Arrondissements in der belgischen Provinz Limburg. Es umfasst eine Fläche von 915,61 km² mit 431.328 Einwohnern (Stand: 1. Januar 2024) in 16 Gemeinden.

## Gemeinden im Arrondissement Hasselt
| Gemeinde        | Einwohner 1. Januar 2024 | Fläche km² | Dichte Einw./km² | NIS- Code | Postleitzahl                    |
| --------------- | ------------------------ | ---------- | ---------------- | --------- | ------------------------------- |
| As              | 8.259                    | 22,07      | 374              | 71002     | 3665, 3668                      |
| Beringen        | 48.353                   | 78,30      | 618              | 71004     | 3580–3583                       |
| Diepenbeek      | 19.607                   | 41,19      | 476              | 71011     | 3590                            |
| Genk            | 67.877                   | 87,85      | 773              | 71016     | 3600                            |
| Gingelom        | 8.732                    | 56,49      | 155              | 71017     | 3890–3891                       |
| Halen           | 9.545                    | 36,29      | 263              | 71020     | 3545                            |
| Hasselt         | 88.119                   | 136,68     | 645              | 71072     | 3500–3501, 3510–3512, 3720–3724 |
| Herk-de-Stad    | 12.841                   | 42,83      | 300              | 71024     | 3540                            |
| Heusden-Zolder  | 35.017                   | 53,23      | 658              | 71070     | 3550                            |
| Leopoldsburg    | 16.607                   | 22,49      | 738              | 71034     | 3970–3971                       |
| Lummen          | 15.320                   | 53,38      | 287              | 71037     | 3560                            |
| Nieuwerkerken   | 7.295                    | 22,46      | 325              | 71045     | 3850                            |
| Sint-Truiden    | 41.469                   | 106,90     | 388              | 71053     | 3800–3806                       |
| Tessenderlo-Ham | 30.047                   | 84,04      | 358              | 71071     | 3945, 3980                      |
| Zonhoven        | 21.845                   | 39,34      | 555              | 71066     | 3520                            |
| Zutendaal       | 7.384                    | 32,07      | 230              | 71067     | 3690                            |
| Bezirk Hasselt  | 431.328                  | 915,61     | 471              | 71000     | –                               |

## Veränderungen im Gemeindebestand
2025: 
- Fusion von Ham und Tessenderlo → Tessenderlo-Ham
- Fusion von Hasselt und Kortessem (Bezirk Tongeren) → Hasselt

2019:
- Fusion von Opglabbeek und Oudsbergen (Bezirk Maaseik) → Oudsbergen (Bezirk Maaseik)